# Ломонос тангутский
Ломонос тангутский, или клематис тангутский (лат. Clematis tangutica) — вид цветковых растений рода Ломонос (Clematis) семейства Лютиковые (Ranunculaceae).
В культуре с 1890 года. Пригоден для разведения в парках в качестве бордюрного растения, для трельяжей, низких оград.

## Этимология
Русское название рода «ломонос» произошло от способности волосков плодов-семянок ломоноса восточного (Clematis orientalis) попадать в нос человека и вызывать неприятные ощущения. По другим источникам название рода связвно с неприятным запахом некоторых видов. 
Латинское научное название рода Clématis происходит от др.-греч. κληματίς, clēmatís — «вьющееся растение», что в свою очередь образовано от  др.-греч. κλήμα, klḗma — «веточка, росток, усик». В садоводстве (и в русском языке) закрепилась неверная форма ударения в научном названии рода — клема́тис.

## Ботаническое описание

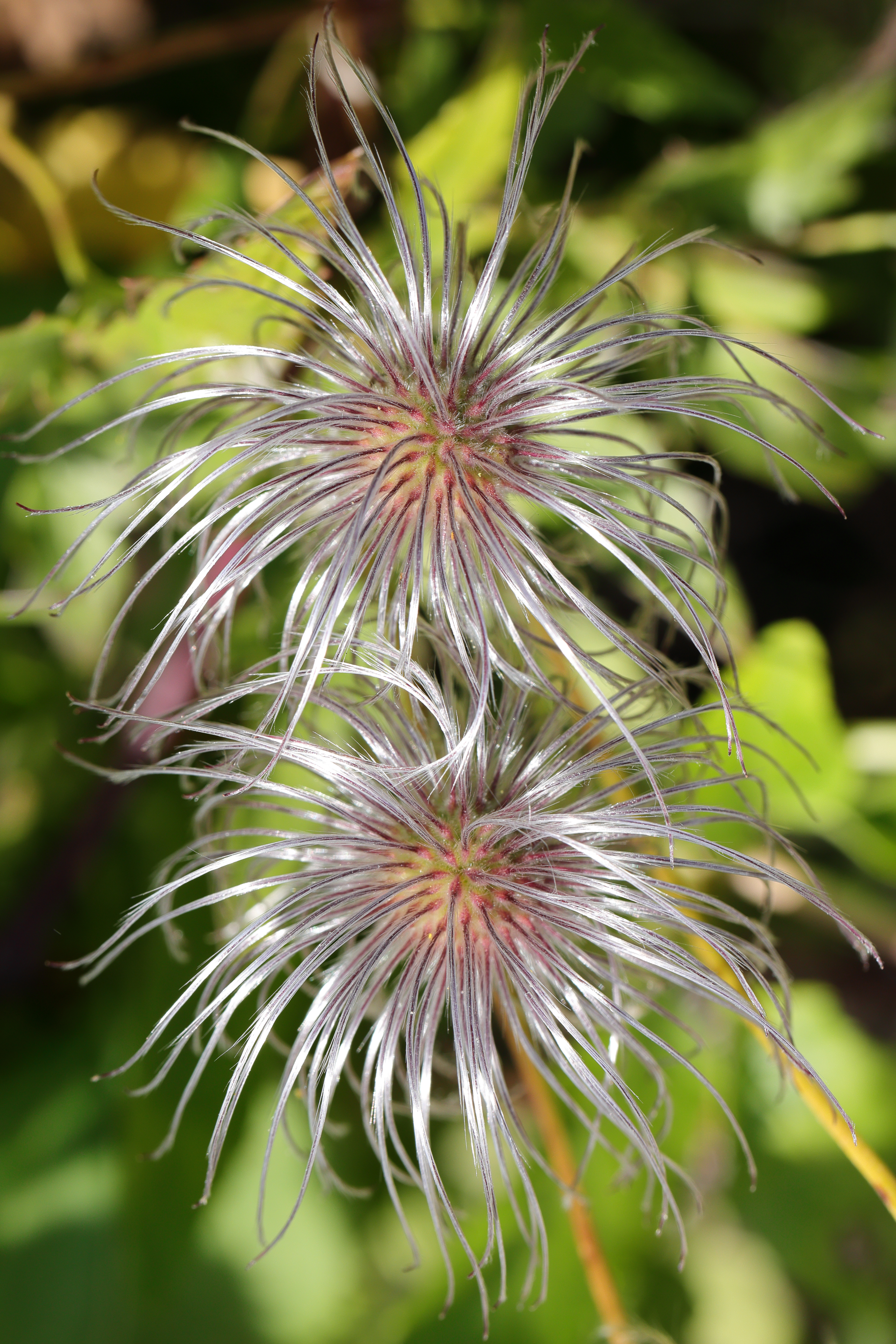
Плоды в стадии зрелости

Деревянистая лиана длиной до 3 м. Стебли угловато-ребристые, красноватые, ветвистые, лазящие или прямые, в молодости опушённые, позднее голые.
Листья перистые или дваждыперистые, голые, светло-зелёные; листочки от продолговато-ланцетных до ланцетных, длиной 3—8 см, по краям пильчатые или надрезанные, иногда глубоко 2—3-лопастные (конечная доля крупнее боковых).
Цветки одиночные, диаметром до 3 см, верхушечные или пазушные, на длинных цветоножках, светло-жёлтые или золотисто-жёлтые, в начале ширококолокольчатые, позднее широко раскрытые.
Семянки сжатые, опушённые, длиной 2—3 мм, шириной 1,5 мм, с перисто опушенным носиком длиной около 2,5 см.
Цветение в июне — июле, осенью нередко наблюдается вторичное цветение. Плодоношение в августе — сентябре.

## Распространение и экология
В природе ареал вида охватывает Среднюю Азию, Монголию, западные районы Китая.
Произрастает на каменистых склонах, осыпях, галечниках речных долин верхних поясов.

## Химический состав
Содержит аскорбиновую кислоту (в мг на 1 кг абсолютно сухого вещества): в цветках 3889, в листьях 4364.

## Значение и применение
Применялся в народной медицине как противотуберкулёзное средство.

## Классификация

### Таксономия
Вид Ломонос тангутский входит в род Ломонос (Clematis) трибы Anemoneae подсемейства Лютиковые (Ranunculoideae) семейства Лютиковые (Ranunculaceae) порядка Лютикоцветные (Ranunculales).
|  |                       |  |                                          |                                          |                        |  | ещё 4 подсемейства (согласно Системе APG II) | ещё 4 подсемейства (согласно Системе APG II) |                                      |  |  |  | ещё 6 родов       | ещё 6 родов            |  |  |
|  |                       |  |                                          |                                          |                        |  | ещё 4 подсемейства (согласно Системе APG II) | ещё 4 подсемейства (согласно Системе APG II) |                                      |  |  |  | ещё 6 родов       | ещё 6 родов            |  |  |
|  |                       |  |                                          | семейство Лютиковые                      |                        |  |                                              |                                              | триба Anemoneae                      |  |  |  |                   | вид Ломонос тангутский |  |  |
|  |                       |  |                                          | семейство Лютиковые                      |                        |  |                                              |                                              | триба Anemoneae                      |  |  |  |                   | вид Ломонос тангутский |  |  |
|  | порядок Лютикоцветные |  |                                          |                                          | подсемейство Лютиковые |  |                                              |                                              | род Ломонос                          |  |  |  |                   |                        |  |  |
|  | порядок Лютикоцветные |  |                                          |                                          |                        |  |                                              |                                              |                                      |  |  |  |                   |                        |  |  |
|  |                       |  | ещё 9 семейств (согласно Системе APG II) | ещё 9 семейств (согласно Системе APG II) |                        |  |                                              | ещё 8 триб (согласно Системе APG II)         | ещё 8 триб (согласно Системе APG II) |  |  |  | ещё 230—250 видов |                        |  |  |
|  |                       |  |                                          | ещё 9 семейств (согласно Системе APG II) |                        |  |                                              |                                              | ещё 8 триб (согласно Системе APG II) |  |  |  |                   |                        |  |  |

### Представители
В рамках вида выделяют ряд подвидов:
- Clematis tangutica subsp. obtusiuscula (Rehder & E.H.Wilson) Grey-Wilson
- Clematis tangutica subsp. tangutica